# Reaktivt pansar

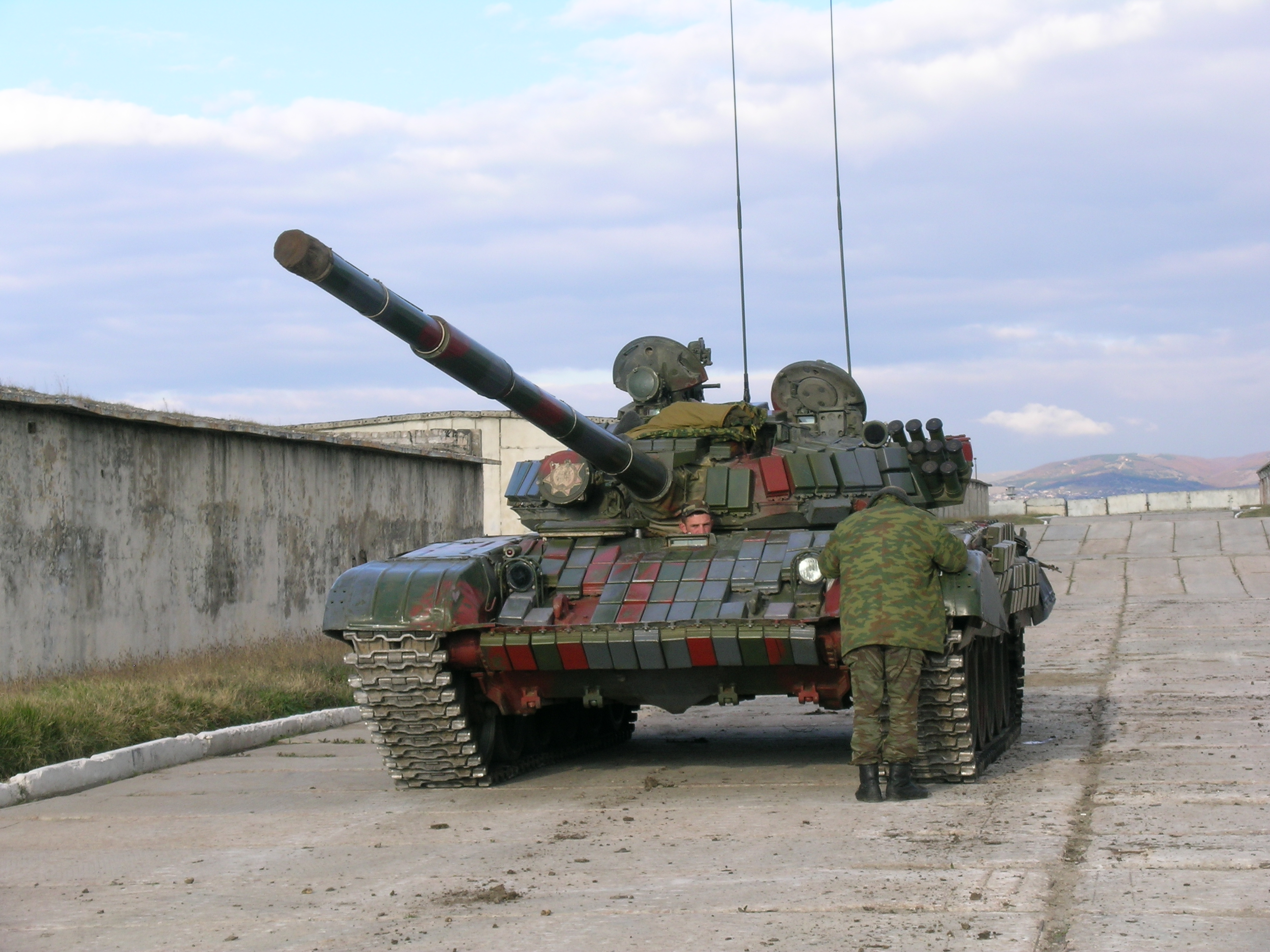
Georgisk T-72-stridsvagn med reaktivt pansar.

Reaktivt pansar är stålkassetter fyllda med sprängämne som fästes på utsidan av passivt pansar. Det finns vanligen på moderna stridsvagnar.
Reaktivt pansar är ett sätt att skydda sig mot vapen med riktad sprängverkan (RSV), som då de träffar målet bildar en smal stråle av metall med mycket hög hastighet (8–10 km/s) som med stor kraft tränger in i målets pansarplåt. Vid träff i reaktivt pansar antänder RSV-strålen istället laddningen i kassetten, vars detonation splittrar RSV-strålen så att den inte förmår tränga igenom den underliggande pansarplåten.
Den största nackdelen med reaktivt pansar är att det kan skada egen personal som befinner sig i närheten av ett beskjutet fordon.
Vissa moderna robotvapen kan tränga igenom reaktivt pansar genom tandemladdning, där den första laddningen exploderar för att utlösa det reaktiva pansaret innan huvudladdningen träffar.